# Creato

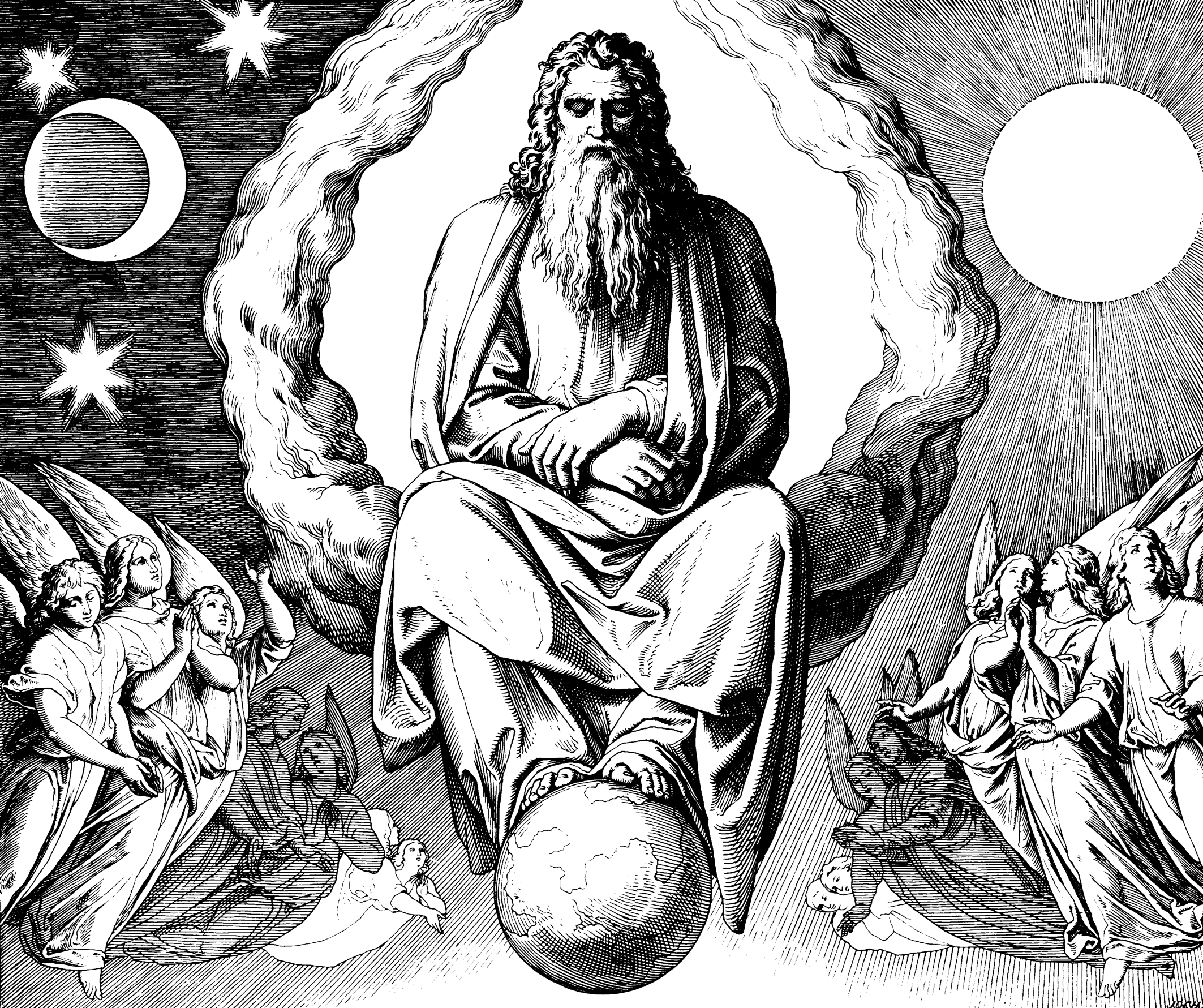
Incisione di Julius Schnorr von Carolsfeld per Die Bibel in Bildern, «la Bibbia in immagini» (1860): illustrazione del riposo di Dio sulla sua opera, il settimo giorno dopo la creazione.

Il creato è ciò che prima non esisteva ed esiste solo grazie ad un intervento divino, sovrannaturale.
Il riferimento al mondo che ci circonda con il termine creato implica perciò l'intima convinzione che la materia fisica sia stata oggetto di creazione.

## Creato e cattolicesimo

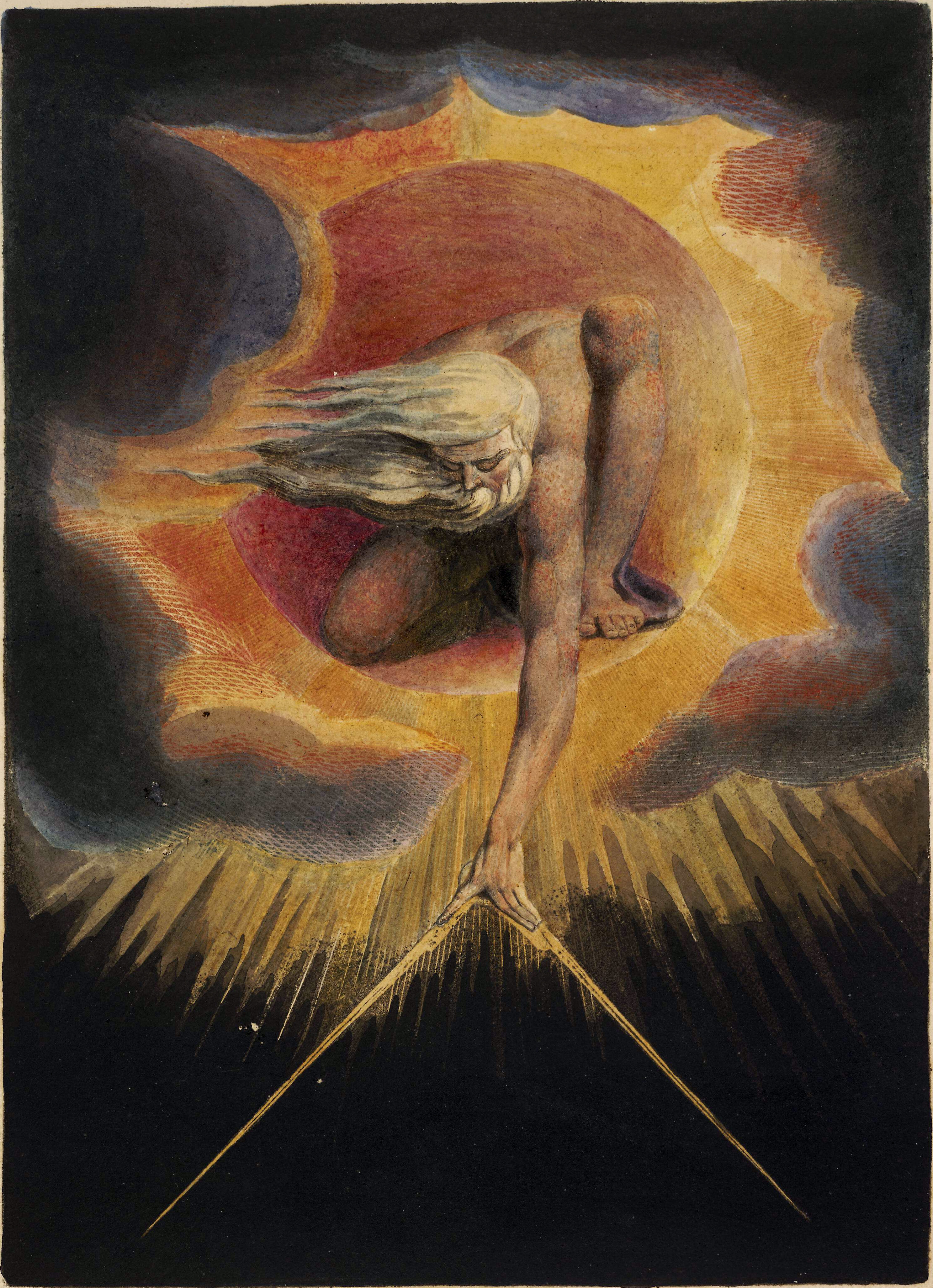
William Blake, The Ancient of Days, 1794.

Anche recentemente papa Benedetto XVI ha ribadito la necessità di proteggere il creato con un messaggio in occasione della XLIII Giornata mondiale per la pace, dal titolo: Se vuoi coltivare la pace, custodisci il creato. Il messaggio si conclude con queste parole: "Per questo, invito tutti i credenti ad elevare la loro fervida preghiera a Dio, onnipotente Creatore e Padre misericordioso, affinché nel cuore di ogni uomo e di ogni donna risuoni, sia accolto e vissuto il pressante appello: Se vuoi coltivare la pace, custodisci il creato."

## Creato e altre religioni
L'idea della creazione è diffusa e fortemente radicata in ogni epoca ed in ogni luogo del mondo. Per gli approfondimenti si rimanda alla voce specifica.

## Ipotesi diverse
Il concetto della creazione, cioè di una causa sovrannaturale all'origine di ogni cosa e ogni essere vivente, si contrappone al concetto della casualità degli eventi, che si trova nel pensiero agnostico e ateo. La teologia e la filosofia si sono occupate per secoli di questo tema.
Chi non crede nell'ipotesi della creazione usa altri termini per definire ciò che ci circonda, ad esempio natura o universo.